# Montaquila
Montaquila é uma comuna italiana da região do Molise, província de Isérnia, com cerca de 2.471 habitantes. Estende-se por uma área de 25 km², tendo uma densidade populacional de 99 hab/km². Faz fronteira com Colli a Volturno, Filignano, Monteroduni, Pozzilli.

## Demografia
| Variação demográfica do município entre 1861 e 2011                               |
|                                                                                   |
| Fonte: Istituto Nazionale di Statistica (ISTAT) - Elaboração gráfica da Wikipedia |